# 空いっぱいの幸せ
「空いっぱいの幸せ」（そらいっぱいのしあわせ）は、1973年10月21日に発売された天地真理の8枚目のシングル。売上枚数は24万枚。

## オリコンチャート成績
- オリコン10位以内には、1973年（昭和48年）11月05日に3位で初登場。オリコン10位以内に05週連続チャート入り、100位以内に16週ランクインする作品となった。オリコン集計では24.1万枚。また、1973年(昭和48年）の年間オリコンチャートでは100位を記録した。
- 前作の「恋する夏の日」と比べて約半分の売上結果となった。

## 収録曲
- 全曲作詞：山上路夫／作曲：森田公一

1. 空いっぱいの幸せ
編曲：竜崎孝路
2. もの想う季節
編曲：馬飼野俊一

## 収録作品
- GOLDEN☆BEST 天地真理 コンプリート・シングル・コレクション・アンド・モア
- 天地真理 プレミアム・ボックス　-　歌手デビュー35周年記念CD-BOX

## カバー
- キャンディーズ（1973年12月5日、アルバム「あなたに夢中〜内気なキャンディーズ〜」）